# Solţānābād (ort i Alborz)
Solţānābād (persiska: سُلطانابادِ اَران, سلطان آباد, سلطان آباد آران, Solţānābād-e Arān, Solţānābād-e Ārān) är en ort i Iran.   Den ligger i provinsen Alborz, i den norra delen av landet, 70 km väster om huvudstaden Teheran. Solţānābād ligger 1 220 meter över havet och antalet invånare är 594.
Terrängen runt Solţānābād är huvudsakligen platt, men söderut är den kuperad. Terrängen runt Solţānābād sluttar västerut.Runt Solţānābād är det ganska tätbefolkat, med 86 invånare per kvadratkilometer. Närmaste större samhälle är Naz̧arābād, 13,0 km nordväst om Solţānābād. Trakten runt Solţānābād består till största delen av jordbruksmark.